# Mitarbeiterempfehlungsprogramm
Das Mitarbeiterempfehlungsprogramm ist ein Instrument des Human Resource Management im Rahmen der Mitarbeiterrekrutierung. Mitarbeiterempfehlungsprogramme basieren auf der grundlegenden Annahme, dass leistungsfähige Mitarbeiter (innerhalb oder außerhalb des Unternehmens) Menschen mit vergleichbaren Fähigkeiten, Talenten und Einstellungen kennen.

## Zielsetzung
Mitarbeiterempfehlungsprogramme verfolgen das Ziel, mittels vertretbarem Aufwand geeignete Mitarbeiter auf dem externen Arbeitsmarkt zu identifizieren und für das Unternehmen zu gewinnen. Insofern erfolgt eine gezielte Nutzung der sozialen Netzwerke aktueller Mitarbeiter. Man nimmt an, dass Mitarbeiter, die über persönliche Empfehlungen eingestellt werden loyaler sind und besser zur Unternehmenskultur passen als Mitarbeiter, die über traditionelle Wege rekrutiert wurden. Tatsächlich konnten verschiedene wissenschaftliche Untersuchungen messbare Vorteile nachweisen, wenn Mitarbeiter über eine Empfehlung gefunden wurde. In einer Umfrage bewerteten 88 % aller befragten Arbeitgeber Mitarbeiterempfehlungen als den besten Recruiting-Kanal bezüglich Qualität der Kandidaten. Außerdem konnte man herausfinden, dass die Recruiting-Kosten bis zu 85 % gesenkt werden können. Des Weiteren sind Mitarbeiter, die empfohlen wurden, durchschnittlich 15 % produktiver und bleiben 15 % länger dem Unternehmen erhalten. Im Zusammenhang mit aggressiveren Formen von Mitarbeiterempfehlungsprogrammen verfolgen Unternehmen auch das Ziel, Wettbewerber systematisch durch Abwerbung der besten Mitarbeiter zu schwächen.

## Funktionsweise
Mitarbeiter werden aufgefordert, Menschen (Freunde, Bekannte, Alumni, ehemalige Kollegen) zu benennen, von denen sie wissen, dass sie für das Unternehmen potenziell wertvoll sein könnten. Die empfohlenen Personen werden sodann (meist von einer dritten Instanz, z. B. einer Personalberatungsfirma) angesprochen und auf das Unternehmen aufmerksam gemacht. Kommt es schließlich zu einer Einstellung erhält der Mitarbeiter, der die Empfehlung ausgesprochen hat einen Bonus.
Im Zuge des an Schärfe zunehmenden Wettbewerbs um talentierte Mitarbeiter, entwickeln sich zunehmend aggressivere Formen von Mitarbeiterempfehlungsprogrammen. Hierbei werden z. B. Mitarbeiter gezielt zur Benennung potenzieller Kandidaten insbesondere auf Seiten der Wettbewerber aufgefordert. Hierbei werden Ideen des Competitive Intelligence systematisch aufgegriffen und umgesetzt. Moderne Mitarbeiterempfehlungsprogramme sind nicht selten softwaregestützt um den Mitarbeitern die Empfehlung potentieller Kandidaten über die sozialen Netzwerke oder das eigene Smartphone zu ermöglichen.

## Motivation
Ein wichtiger Erfolgsfaktor für ein Empfehlungsprogramm ist die Motivation der Empfehler. Laut einer Studie aus dem Jahr 2012 setzten hierbei 88 % der Unternehmen auf finanzielle Prämien, wobei die Prämienhöhe bei durchschnittlich 1.500 € liegt. Darüber hinaus finden zunehmend spielerische Elemente wie Abzeichen oder Ranglisten als zusätzlicher Motivatoren Einzug in die Empfehlungsprogramme.